# リコジオン 2'-O-メチルトランスフェラーゼ
リコジオン 2'-O-メチルトランスフェラーゼ(Licodione 2'-O-methyltransferase、EC 2.1.1.65)は、以下の化学反応を触媒する酵素である。
S-アデノシル-L-メチオニン + リコジオン{\displaystyle \rightleftharpoons }S-アデノシル-L-ホモシステイン + 2'-O-メチルリコジオン
従って、この酵素の2つの基質はS-アデノシル-L-メチオニンと5,6,3',4'-テトラヒドロキシ-3,7-ジメトキシフラボン、2つの生成物はS-アデノシル-L-ホモシステインと5,3',4'-ヒドロキシ-3,6,7-トリメトキシフラボンである。
この酵素は、転移酵素、特に1炭素基を転移させるメチルトランスフェラーゼのファミリーに属する。系統名は、S-アデノシル-L-メチオニン:リコジオン 2'-O-メチルトランスフェラーゼ(S-adenosyl-L-methionine:licodione 2'-O-methyltransferase)である。